# Apollonio Paradossografo
Apollonio Paradossografo, noto anche come Apollonius Paradoxographus (II secolo a.C. – II secolo a.C.), è stato uno scrittore greco antico.

## Biografia e opere
Visse probabilmente nel II secolo a.C., ma non si sa nulla della sua vita.
Si conosce una sola opera di questo autore: le Storie mirabili (in greco antico: Ἱστορίαι θαυμάσιαι?, Historíai thaumásiai). Si tratta di una tipica opera del genere paradossografico, ossia una compilazione in cui, attingendo a vari autori, si raccolgono notizie stupefacenti riguardanti fenomeni naturali e vicende umane.
Il testo conservato è costituito da 51 citazioni, per complessive 2399 parole. Tra gli autori citati sono  Aristotele, Teofrasto e Aristosseno.

## Edizioni dei frammenti
- Otto Keller (a cura di), Rerum naturalium scriptores Graeci minores, vol. 1, Lipsia, B.G. Teubner, 1877,  pp. 43-56.
- A. Giannini, Paradoxographorum Graecorum reliquiae. Milano, Istituto Editoriale Italiano, 1965, pp. 120-142.